# 五育
五育（ごいく）は地域によって意味が異なる。
日本では明治時代の躾や幼児教育のこと。石塚左玄は著書において「体育・智育・才育は即ち食育なり」と述べている。
- 徳育 - 道徳教育。
- 食育 - 食事教育。
- 体育 - 運動教育。
- 知育 - 知識教育。
- 才育 - 才能教育。

一方、中国大陸では一般的に「徳・知・体・美・労」の五つの側面を指す。此処での「美」とは美意識の教育や情操教育に関連するものであり、「労」とは労働技術教育の意味である。「五育並進」という理念は鄧小平によって提唱されたものである。
中国の香港、澳門、台湾では、一般的に「徳・知・体・群・美」の五つの学習目標を指す。「群」とは、人々が生活体験を通じて、健康で積極的な人生観を築き、人間関係や自然との関わり方、問題解決方法を理解し、積極的に社会事業に参加し、社会に奉仕することを意味し、最終的には「自己を立て、他者を立てる」という理想を達成することを目指している。